# Мужичков, Александр Иванович
Александр Иванович Мужичков (28 августа 1914 — 5 октября 2013) — инженер-ракетчик, главный инженер опытного завода энергетического машиностроения НПО Энергомашиностроения имени академика В. П. Глушко.

## Биография
Родился в  местечке  Казатине  Бердичевского уезда Киевской губернии (ныне Винницкая область Украины). 
В десятилетнем возрасте  остался без отца. А у матери было пятеро детей. Поэтому, чтобы прокормить семью, Александр брался за любую работу.
Окончил МАИ по специальности «Двигатели летательных аппаратов». В. Глушко пригласил его на своё предприятие в качестве начальника производства.
По инициативе Мужичкова и его коллег получает развитие высокотемпературная пайка. Сконструированные для этого паяльные печи не устарели и по сей день.
Внес  вклад в организацию опытного и серийного производства ЖРД НПО Энергомаш для боевых ракет и ракет-носителей от Р-1 до «Энергии» и «Зенита». На предприятии работал с 1941 г. - в Казани, до 1991 г.  - в Химках Московской области.

## Награды и звания
Мужичков Александр Иванович - доктор технических наук, профессор, заслуженный деятель науки РФ, заслуженный металлург РФ, президентский стипендиат в области науки, член Союза журналистов России.
За комплексное решение научных, производственных и организационных вопросов А. И. Мужичков в 1956 г. награждён орденом Ленина, а в 1957-м году - орденом Трудового Красного Знамени.
За большой вклад в создание новых образцов техники в 1970 г. ему было присвоено звание лауреата Государственной премии СССР и награждён вторым орденом Ленина.